# 3月25日
3月25日是公历一年中的第84天（闰年第85天），离全年的结束还有281天。

## 大事记

### 19世紀以前
- 410年：南燕政权灭亡。
- 1199年：英格蘭國王理查一世在出兵包圍沙呂沙布羅勒城堡時重傷，並於十天後逝世。
- 1306年：在杀害约翰·科明后，苏格兰贵族罗伯特一世在斯昆自行加冕成为苏格兰国王。
- 1655年：荷兰天文学家克里斯蒂安·惠更斯使用其设计的望远镜发现土星的卫星土卫六。
- 1799年：第二次反法同盟：在七天內的第二次戰役中，多瑙河法軍（英语：Army of the Danube）和哈布斯堡軍隊為爭奪黑高地區（英语：Hegau）的控制權而戰。

### 19世紀
- 1802年：法国和英国签署旨在结束法国大革命战争的《亚眠和约》，宣告第二次反法同盟瓦解。
- 1807年：英国国王乔治三世颁布《奴隶贸易法令》，禁止大英帝国境内的奴隶贸易。
- 1811年：英国诗人珀希·比西·雪莱由于散发他所写的小册子《无神论的必然（英语：The Necessity of Atheism）》而被牛津大学开除。
- 1821年：希腊圣拉伏拉修道院号召伯罗奔尼撒等地向发动革命，希腊独立战争爆发。
- 1879年：日本入侵琉球国。
- 1895年：意大利入侵埃塞俄比亚。

### 20世紀
- 1911年：紐約三角內衣工廠火災，146名工人（其中129名為女性）命喪火窟。
- 1913年：孙中山开始武装反对袁世凯，二次革命开始。
- 1913年：白俄罗斯人民共和国成立。
- 1924年：希腊第二共和国成立。
- 1936年：阎锡山在山西成立“自强救国同志会”。
- 1944年：南斯拉夫王国签署三国公约，正式加入轴心国。
- 1944年：《北非諜影》获第16届奥斯卡最佳影片奖。
- 1947年：胡宗南第二十七师三十一旅在青化砭被解放军歼灭，中国共产党称之为“青化砭大捷”。[1]
- 1949年：中共中央从河北西柏坡迁至北京香山，开始筹建新政權。
- 1949年：蘇聯政府為削弱反對佔領人士的支持基礎，將約9萬名波羅的海三國居民強制遷移至西伯利亞。
- 1955年：中国农业银行在北京成立。
- 1955年：民主德國（東德）获得完全主权。
- 1957年：6个欧洲国家在意大利罗马签署《罗马条约》，建立欧洲经济共同体与欧洲原子能共同体。
- 1962年：鎮壓阿爾及利亞獨立運動的法國軍官在巴黎受審。
- 1970年：协和客机超音速试飞成功，成为世界上首种以超音速飞行的客机。
- 1975年：沙乌地阿拉伯国王费瑟·本·阿卜杜勒-阿齐兹遭到侄子费瑟·本·穆赛义刺杀身亡。
- 1977年：香港電燈公司北角發電廠發生火警，導致香港島大停電。
- 1980年：中国第一个从事外国电影研究的学术团体中国世界电影学会成立。[2]
- 1985年：美国伯林顿北方铁路公司试验用太空卫星系统跟踪火车。[來源請求]
- 1988年：北京急救中心正式投入运转，同时开通了"120"急救电话。[3]
- 1995年：英国停止在北爱尔兰的军队巡逻。
- 1995年：美国程式设计师沃德·坎宁安建立了第一个Wiki网站。
- 1997年：澳大利亚参院以微弱多数推翻1995年制定的世界首部安乐死法。
- 1998年：中国政府宣布进行医疗制度改革[來源請求]。
- 1999年：中国第一头转基因牛在上海市奉贤县奉新动物试验场诞生。[4]

### 21世紀
- 2002年：神舟三号飞船发射成功并进入预定轨道。
- 2005年：2005年日本国际博览会举行。
- 2007年：日本石川縣發生芮氏規模6.9地震，造成1人死亡，209人受傷。
- 2007年：曾蔭權當選為香港特別行政區第三屆行政長官。
- 2011年：英国广播公司华语普通话广播正式结束其长达70年的播音。同日英国BBC的加勒比海英语、阿塞拜疆语及BBC英语节目《今日欧洲》也宣布停止播出。
- 2012年：梁振英在行政長官選舉中獲得689票，超過法定之600票，成功當选香港特别行政区第四届行政长官。
- 2022年：立法院三讀通過18歲公民權修憲案，全案公告後將於同年11月26日交由公民複決。為中華民國歷史上首次交付公民複決的修憲案。

## 出生
- 1259年：安德洛尼卡二世，東羅馬帝國皇帝（1332年逝世）
- 1297年：安德洛尼卡三世，東羅馬帝國皇帝（1341年逝世）
- 1347年：聖加大利納，義大利天主教女聖人（1380年逝世）
- 1479年：瓦西里三世，莫斯科大公（1533年逝世）
- 1538年：克里斯托佛·克拉烏，德國數學家（1612年逝世）
- 1767年：若阿尚·繆拉，法國軍事家，那不勒斯國王（1815年逝世）
- 1855年：田健治郎，日本政治人物，第8任臺灣總督（1930年逝世）
- 1863年：威廉·羅伯特·奧格爾維-格蘭特，蘇格蘭鳥類學家（1924年逝世）
- 1865年：吳稚暉，中華民國政治人物、開國元老，中央研究院院士（1953年逝世）
- 1867年：阿尔图罗·托斯卡尼尼，意大利指挥家（1957年逝世）
- 1872年：島崎藤村，日本詩人、小說家（1943年逝世）
- 1876年：歐文·巴克斯特，美國男子田徑運動員（1957年逝世）
- 1881年：，匈牙利音乐家（1945年逝世）
- 1887年：南雲忠一，日本海軍大將（1944年逝世）
- 1890年：荒勝文策，高能物理學家，在臺北帝國大學物理學講座做出亞洲第一次人工撞擊原子核實驗（1973年去世）
- 1906年：A·J·P·泰勒，英國歷史學家（1990年逝世）
- 1908年：大卫·利恩，英國電影導演（1991年逝世）
- 1908年：簡·巴勒特，澳大利亞藝術家（1991年逝世）
- 1921年：希臘和丹麥的亞歷山德拉，希腊公主和南斯拉夫末代王后（1993年逝世）
- 1928年：雷吉娜·波德斯塔尼卡，斯洛伐克天文學家（2000年逝世）
- 1928年：吉姆·洛威尔，美国宇航员（2025年逝世）
- 1934年：格洛麗亞·斯泰納姆，美國女權主義者、記者、活動家
- 1935年：王炳華，中國考古學家
- 1937年：柴田秀勝，日本男性聲優
- 1937年：湯姆·莫納漢，美國企業家，達美樂披薩創始人
- 1939年：派厄斯·蘭加，前南非憲法法院首席法官。（2013年逝世）
- 1942年：艾瑞莎·弗蘭克林，美國流行音樂女歌手 （2018年逝世）
- 1946年：布萊爾·皮奇，紐西蘭教師（1979年逝世）
- 1947年：林濁水，臺灣政治人物、政治評論員
- 1947年：，英国钢琴摇滚乐手
- 1953年：龍劭華，臺灣男演員（2021年逝世）
- 1954年：埃卡特琳娜·萬恰，羅馬尼亞女子賽艇運動員（2024年逝世）
- 1955年：藝秀晶，韓國女演員
- 1958年：陳文茜，台灣政治人物
- 1960年：陳玉蓮，香港演員
- 1961年：戴維·斯佩格爾，美國理論天體物理學家
- 1962年：瑪莎·歌絲，美國女演員
- 1963年：王豪，台灣男演員
- 1965年：莎拉·潔西卡·帕克，美國女演員
- 1965年：斯泰芙卡·科斯塔迪諾娃，保加利亞女子跳高運動員
- 1966年：湯姆·葛拉文，美國職業棒球運動員
- 1967年：黛比·托馬斯，美國女子花式溜冰運動員
- 1970年：吳賢慶，韓國女演員
- 1971年：斯泰茜·德拉吉拉，美國女子田徑撐竿跳運動員
- 1972年：納夫塔利·貝內特，以色列政治人物，第18任以色列總理
- 1973年：米夏埃拉·多夫邁斯特，奧地利女子高山滑雪運動員
- 1975年：楊天經，香港男演員
- 1976年：梁詠琪，香港女歌手、演員
- 1976年：車太鉉，韓國男演员
- 1976年：白智榮，韓國女歌手
- 1976年：弗拉迪米爾·克利奇科，烏克蘭職業拳擊運動員
- 1979年：李·佩斯，美國男演員
- 1980年：林莉，香港模特兒
- 1980年：巴西魯·迪奧馬耶·法耶，塞內加爾政治人物，現任塞內加爾總統
- 1981年：林恩宇，台灣棒球選手
- 1981年：陽森，台灣棒球選手
- 1981年：阿部敦，日本男性聲優
- 1981年：凱西·奈斯塔特，美國電影製作人
- 1982年：珍妮·斯蕾特，美國女演員
- 1983年：曹炳琨，中國男演員
- 1985年：小林裕介，日本男性聲優
- 1986年：余函彌，台灣女演員
- 1986年：何潔，中國女歌手
- 1987年：柳賢振，韓國職業棒球運動員
- 1987年：萊恩·路易斯，美國音樂製作人
- 1990年：阿魯巴·阿魯耶納，古巴職業棒球運動員
- 1991年：梁博，中國男歌手
- 1992年：許凱皓，台灣藝人
- 1992年：Machico，日本女性聲優
- 1993年：福本愛菜，日本藝人
- 1993年：宮館涼太，日本男子偶像團體Snow Man成員
- 1994年：Keffals，加拿大Twitch主播
- 1998年：埃爾梅丁·德米羅維奇，波士尼亞與赫塞哥維納職業足球運動員
- 1999年：宋威龍，中國演員、模特兒
- 1999年：陳智熙，韓國女演員
- 2000年：莎卡莉·理查森，美國女子田徑運動員
- 2001年：Mashiho，韓國男子偶像團體TREASURE成員
- 2004年：阿里夫·德維·潘格斯圖，印度尼西亞男子射箭運動員

## 逝世
- 759年：安慶緒，唐代軍人，大燕政權宗室、皇帝（723年出生）
- 940年：平將門，日本平安時代豪族（903年出生）
- 1818年：卡斯帕爾·韋塞爾，挪威-丹麥數學家（1745年出生）
- 1913年：加尼特·沃爾斯利，英國陸軍元帥，第一代沃爾斯利子爵（1833年出生）
- 1918年：，法國作曲家（1862年出生）
- 1919年：辰野金吾，日本建築師（1854年出生）
- 1924年：瑪麗-阿爾馮斯·丹尼爾·加塔斯，巴勒斯坦天主教修女（1843年出生）
- 1929年：羅伯特·里奇韋，美國鳥類學家（1850年出生）
- 1931年：艾達·貝爾·韋爾斯，美國記者、社會學家（1862年出生）
- 1947年：二二八事件受難者，包括
  - 陳澄波，台灣畫家（1895年出生）
  - 潘木枝，台灣醫師（1902年出生）
  - 盧鈵欽，台灣牙醫師（1912年出生）
- 1955年：黃賓虹，中國畫家（1865年出生）
- 1969年：默爾·祖弗，美國職業橄欖球運動員（1905年出生）
- 1973年：愛德華·史泰欽，美國攝影師（1879年出生）
- 1975年：费萨尔·本·阿卜杜勒-阿齐兹·阿勒沙特，沙烏地阿拉伯國王（1906年出生）
- 1979年：安藝乃海節男，日本相撲力士，第37代橫綱（1914年出生）
- 1983年：劉長春，中國參加奧林匹克運動會的第一人（1909年出生）
- 1991年：鄧碧雲，香港演員（1924年出生）
- 2003年：馬錦明，香港企業家（1917年出生）
- 2003年：葉欣，廣東中醫院護士長，在照顧非典病人時感染病毒，以身殉職（1956年出生）
- 2004年：龐雄飛，中國昆蟲學家、生態學家、高等農業教育家，中國科學院院士（1930年出生）
- 2004年：劉玉琪，中國柔道元老（1940年出生）
- 2006年：巴克·歐文斯（英语：Buck Owens），美国鄉村音樂歌手（1929年出生）
- 2007年：安德拉尼克·馬爾加良，亞美尼亞政治人物，前任亞美尼亞總理（1951年出生）
- 2010年：張贊桃，臺灣燈光設計師（1957年出生）
- 2011年：托馬斯·埃斯納，德裔美國昆蟲學家、生態學家（1929年出生）
- 2015年：何鴻鑾，香港政府政務官、公務員敘用委員會前主席（1927年出生）
- 2022年：謝月美，香港配音員及演員（1948年出生）
- 2022年：泰勒·霍金斯，美國音樂家，鼓手（1972年出生）
- 2023年：傑可布·立夫，以色列電機工程師（1931年出生）
- 2025年：篠田正浩，日本電影導演（1931年出生）

## 节假日和习俗
- 托爾金閱讀日，由托爾金協會（英语：The Tolkien Society）在2003年首度發起[5]
- 奴隶制和跨大西洋奴隶贸易受害者国际纪念日
- 基督教：聖母領報節
- 中華民國：美術節
- 希腊：獨立日
- 斯洛維尼亞：母親節
- 白俄羅斯：自由日（英语：Freedom Day (Belarus)）
- ：種族滅絕紀念日（英语：Bengali Genocide Remembrance Day）